# Ligne 4 du métro d'Athènes
 (2024).
La ligne 4 du métro d’Athènes (grec moderne : Γραμμή 4), ou ligne orange, est une future ligne de métro athénienne reliant les stations Álsos Veïkou à Goudí.
L’appel d’offres de la première section de la ligne est prévu en 2016, tandis que l’achèvement et l’exploitation devraient intervenir en 2030.

## Histoire
À la mi-juin 2025, 4,5 km de tunnel sur les 12,8 km du tracé sont construits, l'achèvement total de la phase de construction du tunnel étant prévu pour la fin de l'année 2026.

## Parcours

### Premier tronçon
Voici le parcours du premier tronçon en l’état du projet au 15 février 2018 :
- Álsos Veïkou
- Galátsi
- Elikónos
- Kypséli
- Dikastíria
- Alexándras
- Exárchia
- Akadimía
- Kolonáki
- Evangelismós
- Kesarianí
- Panepistimioúpoli
- Áno Ilísia
- Zográfou
- Goudí

### En projet
- Katecháki
- Fáros
- Filothéi
- Sídera
- Complexe olympique
- Parádisos
- OTE
- Maroússi